# Těšín (hrad)
Těšín je hrad, do roku 1645 patřící mezi sídla slezských panovníků, v 19. století přestavěný na Habsburský zámek s parkem na Zámeckém vrchu v polském Těšíně.

## Historie

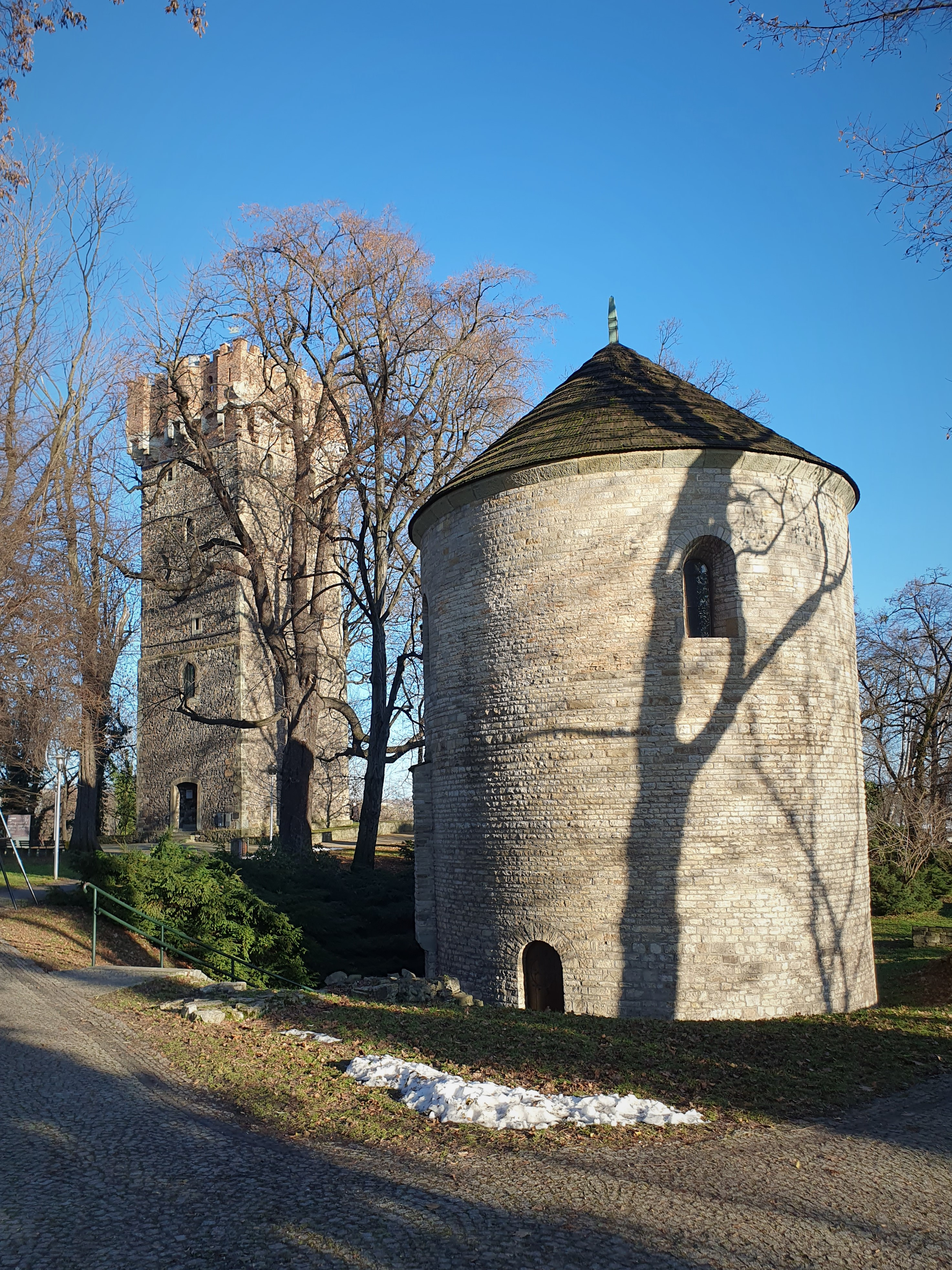
Rotunda svatého Mikuláše a svatého Václava v Těšíně, v pozadí Piastovská věž

Místo, kde se hrad nacházel bylo osídleno již ve 2. století př. n. l. Na přelomu 9. a 10. století zde bylo postaveno hradiště chráněné palisádou a valy. Sloužilo jako zázemí pro hradiště Starý Těšín a současně hraniční pevnost na jižním okraji Polského království za panování Boleslava Chrabrého. Hradiště se stalo sídlem kastelána a sídlem prvních piastovských knížat. V roce 1155 je Těšín poprvé zmíněn v bule papeže Hadriána.
Ve 12. století zde byla zbudována rotunda svatého Mikuláše a svatého Václava. Ve 14. století za vlády Přemysla I. Nošáka došlo k přestavbě dřevěného hradu na kamenný v gotickém slohu.
V roce 1412 na hradě kníže Boleslav I. Těšínský hostil polského krále Vladislava II. Jagellu. V roce 1454 hrad poskytoval zázemí při svatbě Kazimíra IV. Jagellonského s Alžbětou Habsburskou. Hostiny se prý účastnilo na dva tisíce českých a polských šlechticů a rytířů.
V průběhu 15. a 16. století byly město Těšín s hradem postiženy mnoha požáry (1484, 1520, 1552, 1570 a 1603). Hrad byl vždy opraven a současně přestavován v duchu nových architektonických stylů. Během Třicetileté války, v letech 1646–1647 byl hrad dosti poškozen, když byl ostřelován císařskými vojsky, protože byl obsazen švédskou jednotkou. Kněžna Alžběta Lukrecie musela uprchnout do Polského království, zdržovala se ve městě Kúty (polsky Kęty). Po návratu byl hrad tak vážně poškozen, že se kněžna ubytovala v měšťanských domech na náměstí.

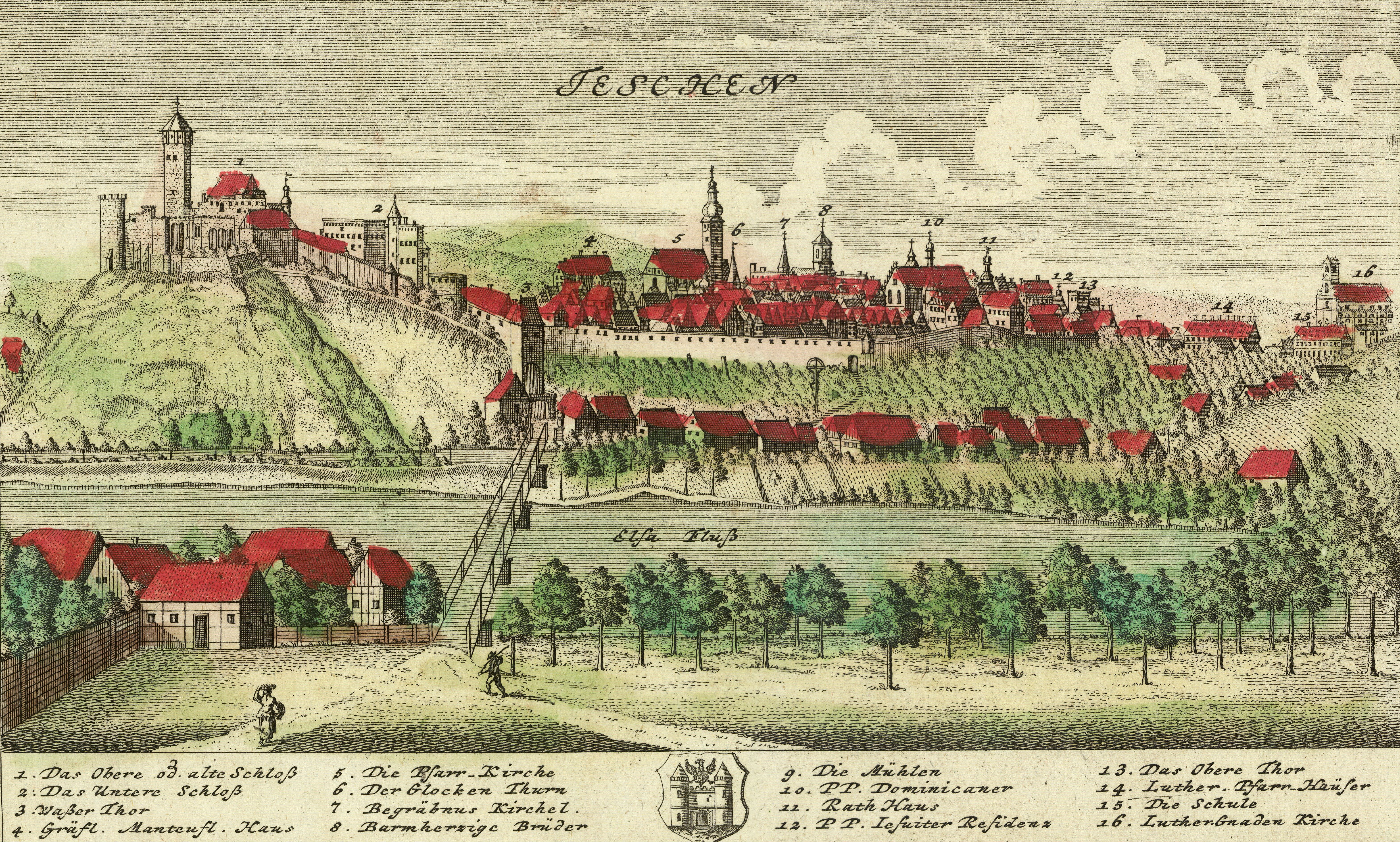
Panorama města Těšín na rytině z 1738 roku, podle Friedricha Bernharda Wernera

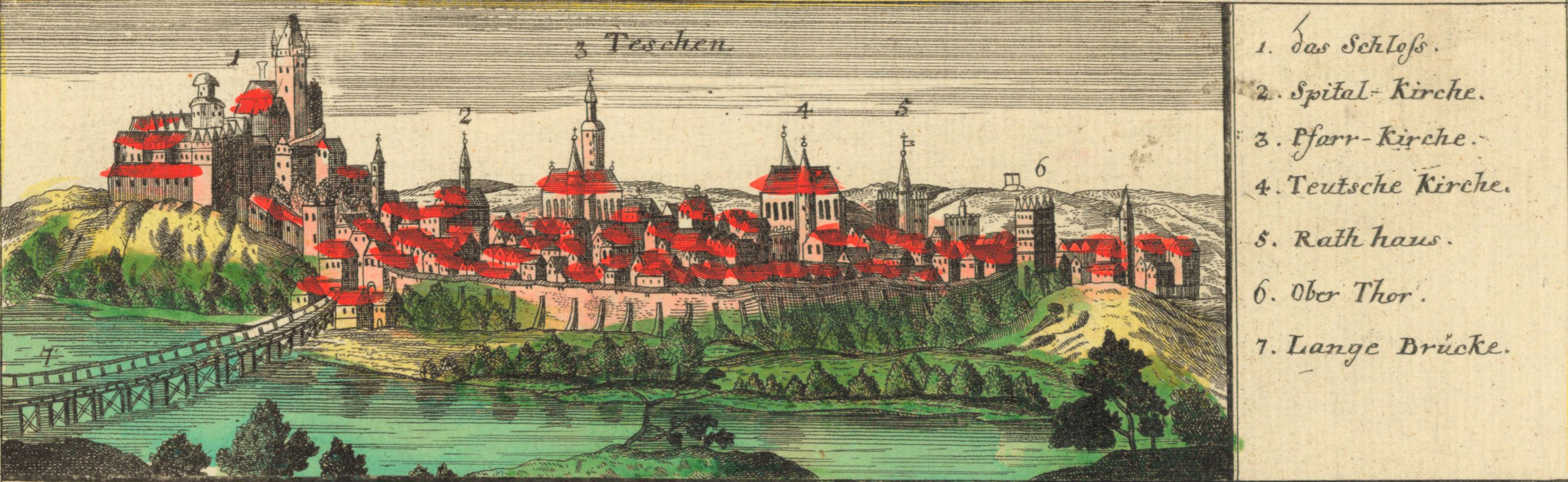
Panorama města Těšín z přelomu 17. a 18. století dle Johanna Davida Schleuena

Po vymření dynastie těšínských Piastovců (Alžběta Lukrecie, † 1653) hrad chátral. Habsburkové zde nechali umístit sídlo Těšínské komory. V roce 1839 jej nechal kníže Karel Ludvík Rakousko-Těšínský rozebrat. Dolní hrad přeměnili na zámek a z Horního hradu ponechali pouze Piastovskou věž a rotundu, na návrší byl vytvořen park.

### Horní hrad
Horní hrad se skládal z rezidenční části s množstvím knížecích komnat. Nádvoří bylo obehnáno vysokými knížecími budovami a trojitými hradbami s baštami s centrálně umístěnou rotundou. Dominantou byla do nároží palácové části vestavěná vysoká obranná věž, dnes známá Piastovská. Ta byla posledním místem obrany hradu v případě jeho dobývání. Její obranný charakter podtrhovalo mohutné cimbuřím. Věž byla ukončena vysokou stanovou střechou s nárožními věžičkami. Nároží horního patra věže byly vyzdobeny kamennými erby těšínských Piastovců.

### Dolní hrad
Dolní hrad byl tvořen hospodářskými budovami a obydlím služebnictva, zbrojnicí, stájemi a také vězením. Jednalo se o dvoupatrovou stavbu s patry i v podzemí, zesílenou v severním i jižním  nároží okrouhlými baštami. Zde byl hlavní vstup z města, který byl přes padací most nad příkopem a valem opatřeným palisádou.

## Současnost
Z knížecího hradu se dochovalo pouze několik stavebních objektů, které jsou na Zámeckém vrchu:
- Rotunda svatého Mikuláše a svatého Václava, datována k roku 1180
- Piastovská věž, datována na první polovinu 14. století
- zbytky jedné ze strážních věží s hladomornou (v současné době je zastřešena, aby zde nevznikl rezervoár dešťové vody)
- základy několika místností bývalého hradu (hradní kuchyně)
- základy okrouhlé věže u bývalé brány do Horního hradu
- hradební zdi